# Die sieben Speere
Die sieben Speere (japanisch 七本槍, Shichihon yari) weisen in Japan auf sieben hervorragende Kämpfer in einer Schlacht hin.

## Übersicht
- Die sieben Speere der Schlacht von Azukisaka (小豆坂) in der Provinz Mikawa im Jahr 1542 waren:
  - Oda Nobumitsu (織田 信光; 1516–1556)[A 1],
  - Oda Nobufusa (織田 信房: ?–?),
  - Okada Naonori (岡田 重能 (重善); 1527–1583),
  - Sasa Katsumichi (佐々 政次 (勝通); ?–1560),
  - Sasa Katsushige (佐々 孫介 (勝重);?–1556),
  - Nakano Shigeyoshi (中野 一安 (重吉); 1526–?)[A 2],
  - Shimogata Masanori (下方 貞清 (匡範); ?–1606).

- In der Schlacht von Shizugatake in der Provinz Ōmi 1583 waren es:
  - Fukushima Masanori (福島 正則; 1561–1624),
  - Katō Kiyomasa (加藤 清正（1562–1611),
  - Hirano Nagayasu (平野 長泰（1559–1628),
  - Katō Yoshiaki (加藤 嘉明（1563–1631),
  - Wakizaka Yasuharu (脇坂 安治（1554–1626),
  - Katagiri Katsumoto (片桐 且元（1556–1615),
  - Kasuya Takanori (糟屋 武則（1562–?).

- In der Schlacht von Kanizaka (蟹坂; Provinz Owari) 1584 waren es:
  - Ōkubo Tadatoshi,
  - Ōkubo Junshirō,
  - Ōkubo Tadayo,
  - Ōkubo Tadasuke,
  - Abe Tadamasa,
  - Sugiura Shigezane,
  - Sugiura Chin'ei.

Kurosawas Film „Die sieben Samurai“ nimmt offensichtlich auf solche Sieben Bezug.